# Kay Johnson
Kay Johnson (właśc. Catherine Townsend Johnson; ur. 29 listopada 1904 w Mount Vernon, zm. 17 listopada 1975 w Waterford) – amerykańska aktorka filmowa i teatralna.

## Wybrana filmografia
- 1929: Dynamit
- 1930: Madam Satan
- 1930: Billy the Kid
- 1932: Trzynaście kobiet
- 1934: W niewoli uczuć